# أريدان هرنانديز
أريدان هرنانديز أومبيرريز (بالإسبانية: Aridane Hernández Umpiérrez)‏ (مواليد 23 مارس 1989)، المعروف باسم أريدان Aridane فقط، هو لاعب كرة قدم إسباني يلعب في صفوف أوساسونا كمدافع مركزي.